# 24 Horas de Le Mans de 1953
As 24 Hours of Le Mans de 1953 foi o 21º grande prêmio automobilístico das 24 Horas de Le Mans, tendo acontecido nos dias 13 e 14 de junho 1953 em Le Mans, França no autódromo francês, Circuit de la Sarthe.

## Resultados Finais
| Pos    | Class  | Nº | Equipe                           | Pilotos                                  | Chassis                           | Motor                            | Voltas |
| ------ | ------ | -- | -------------------------------- | ---------------------------------------- | --------------------------------- | -------------------------------- | ------ |
| 1      | S 5.0  | 18 | Jaguar Cars Ltd.                 | Tony Rolt Duncan Hamilton                | Jaguar C-Type                     | Jaguar 3.4L I6                   | 304    |
| 2      | S 5.0  | 17 | Jaguar Cars Ltd.                 | Stirling Moss Peter Walker               | Jaguar C-Type                     | Jaguar 3.4L I6                   | 300    |
| 3      | S 8.0  | 2  | Briggs Cunningham                | Phil Walters John Fitch                  | Cunningham C5-R                   | Chrysler 5.5L V8                 | 299    |
| 4      | S 5.0  | 19 | Jaguar Cars Ltd.                 | Peter Whitehead Ian Stewart              | Jaguar C-Type                     | Jaguar 3.4L I6                   | 297    |
| 5      | S 5.0  | 15 | Scuderia Ferrari                 | Count Paolo Marzotto Giannino Marzotto   | Ferrari 340MM Berlinetta          | Ferrari 4.1L V12                 | 294    |
| 6      | S 3.0  | 35 | Automobiles Gordini              | Maurice Trintignant Harry Schell         | Gordini T24S                      | Gordini 2.5L I6                  | 293    |
| 7      | S 8.0  | 1  | Briggs Cunningham                | Briggs Cunningham William Spear          | Cunningham C4-R                   | Chrysler 5.5L V8                 | 290    |
| 8      | S 5.0  | 7  | Automobiles Talbot-Darracq S.A.  | Pierre Levegh Charles Pozzi              | Talbot-Lago T26 GS                | Talbot-Lago 4.5L I6              | 276    |
| 9      | S 5.0  | 20 | Ecurie Francorchamps             | Roger Laurent Charles de Tornaco         | Jaguar C-Type                     | Jaguar 3.4L I6                   | 275    |
| 10     | S 8.0  | 3  | Briggs Cunningham                | Charles Moran John Gordon Bonnet         | Cunningham C4-RK                  | Chrysler 5.5L V8                 | 269    |
| 11     | S 5.0  | 11 | Nash-Healey Inc.                 | Leslie Johnson Bert Hadley               | Nash-Healey Sport                 | Nash 4.1L I6                     | 265    |
| 12     | S 3.0  | 34 | Donald Healey Motor Company      | Johnny Lockett Maurice Gatsonides        | Austin-Healey 100                 | BMC 2.7L I4                      | 257    |
| 13     | S 2.0  | 39 | Automobiles Frazer Nash Ltd.     | Ken Wharton Laurence Mitchell            | Frazer Nash Le Mans Touring Coupe | Bristol 2.0L I6                  | 253    |
| 14     | S 3.0  | 33 | Donald Healey Motor Company      | Marcel Becquart Gordon Wilkins           | Austin-Healey 100                 | BMC 2.7L I4                      | 252    |
| 15     | S 1.5  | 45 | Porsche KG                       | Richard von Frankenberg Paul Frère       | Porsche 550 Coupe                 | Porsche 1.5L Flat-4              | 247    |
| 16     | S 1.5  | 44 | Porsche KG                       | Helm Glöckler Hans Herrmann              | Porsche 550 Coupe                 | Porsche 1.5L Flat-4              | 247    |
| 17     | S 750  | 57 | Automobiles Deutsch et Bonnet    | René Bonnet André Moynet                 | DB HBR                            | Panhard 0.7L Flat-2              | 237    |
| 18     | S 1.1  | 48 | Automobili O.S.C.A.              | Dr. Mario Damonte Pierre-Louis Dreyfus   | O.S.C.A. MT-4 1100 Coupe          | O.S.C.A. 1.1L I4                 | 232    |
| 19     | S 750  | 58 | Automobiles Deutsch et Bonnet    | Marc Gignoux Marc Azéma                  | DB HBR                            | Panhard 0.7L Flat-2              | 231    |
| 20     | S 1.1  | 50 | Automobiles Panhard-Levassor     | Charles Plantivoux Guy Lapchin           | Panhard X89                       | Panhard 0.9L Flat-2              | 227    |
| 21     | S 750  | 61 | Automobiles Panhard-Levassor     | Pierre Chancel Robert Chancel            | Panhard X88                       | Panhard 0.6L Flat-2              | 223    |
| 22     | S 1.1  | 51 | Automobiles Panhard-Levassor     | Raymond Stempert Georges Schwartz        | Panhard X87                       | Panhard 0.9L Flat-2              | 218    |
| 23     | S 750  | 53 | R.N.U. Renault                   | Jean-Louis Rosier Robert Schollemann     | Renault 4CV                       | Renault 0.7L I4                  | 218    |
| 24 NC  | S 750  | 60 | Automobiles Panhard-Levassor     | Jean Hémard Jean de Montrémy             | Panhard X85                       | Panhard 0.6L Flat-2              | 212    |
| 25 NC  | S 3.0  | 66 | Alexis Constantin                | Alexandre Constantin Michel Aunaud       | Constantin                        | Peugeot 1.3L Supercharged I4     | 200    |
| 26 NC  | S 750  | 56 | Just-Emile Vernet / Jean Pairard | Just-Emile Vernet Jean Pairard           | VP 166R                           | Renault 0.7L I4                  | 183    |
| 27 DNF | S 5.0  | 12 | Scuderia Ferrari                 | Alberto Ascari Luigi Villoresi           | Ferrari 340MM Berlinetta          | Ferrari 4.5L V12                 | 229    |
| 28 DNF | S 1.5  | 41 | Borgward GmbH                    | Jacques Poch Edmond Mouche               | Borgward-Hansa 1500 Rennsport     | Borgward 1.5L I4                 | 228    |
| 29 DNF | S 8.0  | 63 | Scuderia Lancia                  | Clemente Biondetti José Froilán González | Lancia D.20 Compressor            | Lancia 2.7L Supercharged V6      | 213    |
| 30 DNF | S 3.0  | 27 | Aston Martin Ltd.                | Eric Thompson Dennis Poore               | Aston Martin DB3S                 | Aston Martin 2.9L I6             | 182    |
| 31 DNF | S 5.0  | 16 | Luigi Chinetti                   | Luigi Chinetti Tom Cole Jr.              | Ferrari 340MM Vignale S           | Ferrari 4.1L V12                 | 175    |
| 32 DNF | S 8.0  | 31 | Scuderia Lancia                  | Robert Manzon Louis Chiron               | Lancia D.20 Compressor            | Lancia 2.7L Supercharged V6      | 174    |
| 33 DNF | S 1.1  | 49 | Porsche KG                       | Auguste Veuillet Peter Max Müller        | Porsche 356                       | Porsche 1.1L Flat-4              | 147    |
| 34 DNF | S 2.0  | 40 | Automobiles Frazer Nash Ltd.     | Bob Gerard David Clark                   | Frazer Nash Le Mans MkII Coupe    | Bristol 2.0L I6                  | 135    |
| 35 DNF | S 5.0  | 23 | SpA Alfa Romeo                   | Karl Kling Fritz Riess                   | Alfa Romeo 6C/3000 CM             | Alfa Romeo 3.5L I6               | 133    |
| 36 DNF | S 5.0  | 21 | SpA Alfa Romeo                   | Consalvo Sanesi Piero Carini             | Alfa Romeo 6C/3000 CM             | Alfa Romeo 3.5L I6               | 125    |
| 37 DNF | S 5.0  | 9  | Automobiles Talbot-Darracq S.A.  | Guy Mairesse Georges Grignard            | Talbot-Lago T26 GS                | Talbot-Lago 4.5L I6              | 120    |
| 38 DNF | S 8.0  | 30 | Scuderia Lancia                  | Piero Taruffi Umberto Maglioli           | Lancia D.20 Compressor            | Lancia 2.7L Supercharged V6      | 117    |
| 39 DNF | S 1.1  | 46 | Gustave Olivier                  | Gustave Olivier Eugène Martin            | Porsche 356                       | Porsche 1.1L Flat-4              | 115    |
| 40 DNF | S 750  | 55 | Jacques Lecat                    | Jacques Lecat Henri Senfftleben          | Renault 4CV                       | Renault 0.7L I4                  | 84     |
| 41 DNF | S 3.0  | 36 | Automobiles Gordini              | Roberto Mières Jean Behra                | Gordini T15S                      | Gordini 2.3L I6                  | 84     |
| 42 DNF | S 1.5  | 47 | Rees T. Makins                   | Fred Wacker Jr. Phil Hill                | O.S.C.A. MT-4 1300                | O.S.C.A. 1.3L I4                 | 80     |
| 43 DNF | S 3.0  | 26 | Aston Martin Ltd.                | George Abecassis Roy Salvadori           | Aston Martin DB3S                 | Aston Martin 2.9L I6             | 74     |
| 44 DNF | S 2.0  | 38 | Bristol Aeroplane Company        | Tommy Wisdom Jack Fairman                | Bristol 450 Coupe                 | Bristol 2.0L I6                  | 70     |
| 45 DNF | S 8.0  | 32 | Scuderia Lancia                  | Felice Bonetto Luigi Valenzano           | Lancia D.20 Compressor            | Lancia 2.7L Supercharged V6      | 66     |
| 46 DNF | S 8.0  | 5  | Allard Motor Company             | Zora Arkus-Duntov Ray Merrick            | Allard J2R                        | Cadillac 5.4L V8                 | 65     |
| 47 DNF | S 1.5  | 67 | Capt. Marceau Crespin            | André Guelfi Roger Loyer                 | Gordini T15S                      | Gordini 1.5L I4                  | 40     |
| 48 DNF | S 5.0  | 8  | Automobiles Talbot-Darracq S.A.  | Élie Bayol Louis Rosier                  | Talbot-Lago T26 GS                | Talbot-Lago 4.5L I6              | 37     |
| 49 DNF | S 750  | 54 | R.N.U. Renault                   | Louis Pons Jean Redélé                   | Renault 4CV                       | Renault 0.7L I4                  | 35     |
| 50 DNF | S 2.0  | 37 | Bristol Aeroplane Company        | Lance Macklin Graham Whitehead           | Bristol 450 Coupe                 | Bristol 2.0L I6                  | 29     |
| 51 DNF | S 1.5  | 42 | Borgward GmbH                    | Hans-Hugo Hartmann Adolf Brudes          | Borgward-Hansa 1500 Rennsport     | Borgward 1.5L I4                 | 29     |
| 52 DNF | S +8.0 | 6  | André Chambas                    | Charles de Cortanze André Chambas        | Talbot-Lago T26 GS Compressor     | Talbot-Lago 4.5L Supercharged I6 | 24     |
| 53 DNF | S 5.0  | 22 | SpA Alfa Romeo                   | Juan Manuel Fangio Onofre Marimón        | Alfa Romeo 6C/3000 CM             | Alfa Romeo 3.5L I6               | 22     |
| 54 DNF | S 25   | 25 | Aston Martin Ltd.                | Reg Parnell Peter Collins                | Aston Martin DB3S                 | Aston Martin 2.9L I6             | 16     |
| 55 DNF | S 750  | 54 | R.N.U. Renault                   | Yves Lesur André Briat                   | Renault 4CV                       | Renault 0.7L I4                  | 14     |
| 56 DNF | S 5.0  | 14 | Scuderia Ferrari                 | Giuseppe Farina Mike Hawthorn            | Ferrari 340MM Coupe               | Ferrari 4.1L V12                 | 12     |
| 57 DNF | S 5.0  | 10 | Nash-Healey Inc.                 | Pierre Veyron Yves Giraud-Cabantous      | Nash-Healey Sports                | Nash 4.1L I6                     | 9      |
| 58 DNF | S 750  | 59 | Ets. Monopole                    | Eugéne Dussous Pierre Flahaut            | Monopole X84                      | Panhard 0.6L Flat-2              | 9      |
| 59 DNF | S 2.0  | 62 | Ets. Fiat Degrada                | Don Giovanni Lurani Norbert Jean Mahé    | Fiat 8V                           | Fiat 2.0L V8                     | 8      |
| 60 DNF | S 8.0  | 4  | Allard Motor Company             | Sydney Allard Philip Fotheringham-Parker | Allard J2R                        | Cadillac 5.4L V8                 | 4      |

Legenda :DNQ = Não largou - DNF = Abandono - NC = Não classificado - DSQ= Desqualificado